# 王奉光
王奉光（？—前47年），長陵（今陕西省咸阳市渭城区）人，西汉政治人物。

## 生平
王奉光承袭关内侯爵位。汉宣帝登基前，与王奉光因为斗鸡相识，结为好友。汉宣帝即位后，把王奉光的女儿选为婕妤，汉宣帝为让第一任皇后许平君生的皇太子刘奭有所依靠，元康二年（前64年）册立无子的王婕妤为皇后，封王奉光为邛成侯。王奉光在邛成侯之位十八年，汉元帝初元二年（前47年）去世。

## 家族
先祖在汉高帝时因功受封关内侯，到长陵居住。
子王敞袭封邛成侯，王舜另封安平侯。